# Robert Rich, V conte di Warwick
Robert Rich (Kensington, 1620 – Kensington, 16 aprile 1675) fu il quinto conte di Warwick, barone di Rich e secondo conte di Holland.

## Biografia
Era il figlio maggiore di Henry Rich, I conte di Holland e Isabel Cope.
Nel 1649, alla morte del padre, ereditò il titolo di conte di Holland e nel 1673 ottenne anche quello di conte di Warwick essendo suo cugino Charles Rich morto senza eredi maschi.
Rappresentò Maldon nella Camera dei Comuni e servì la Corona come Lord Luogotenente di Essex.

## Matrimoni e discenza
Si sposò due volte: il primo matrimonio venne contratto con la cugina Anne Montague, figlia di Edward Montague, II conte di Manchester ed Anne Rich e morta nel 1689; il secondo matrimonio fu con Elizabeth Ingram, figlia di Arthur Ingram e Eleanor Slingsby. Tuttavia altre fonti riportano che sposò dapprima Elizabeth e successivamente la cugina Anne.
Da Anne Montague, sposata nel 1668, ebbe cinque figli:
- Edward Rich, VI conte di Warwick (?-1º agosto 1701)
- Lady Elizabeth Rich, che sposò Francis Edwards[6];
- Lady Essex Rich (?-maggio 1680);
- Lady Frances Rich (?-aprile 1691);
- Lady Eleanor Rich (?-marzo 1699).

Da Elizabeth Ingram, sposata l'8 aprile 1641 ebbe altri sei figli:
- Lady Anne Rich (?-aprile 1663);
- Henry Rich , Lord Kensington (20 agosto 1642-aprile 1659), sposò Christiana Riccard, figlia di Sir Andrew Riccard[7];
- Charles Rich (1º ottobre 1650-?);
- Robert Rich (28 maggio 1654-?);
- Lady Elizabeth Rich (9 agosto 1655-aprile 1656);
- Ingram Rich (8 agosto 1656-?).